# Йосип ван Акен
Йосип ван Акен (англ. Joseph Van Aken; бл. 1699, Антверпен — 4 липня 1749, Лондон) — британський художник, фламандець за навчанням і походженням.

## Життєпис
Народився в місті Антверпені. Там же отримав первісні навички художнього ремесла. Спеціалізувався на створені картин побутового жанру. Мав надзвичайний хист до зображень костюмів, побутових деталей, працював портретистом.
Близько 1720 року емігрував в Лондон разом із двома братами, теж художниками Александром (1701—1757) та Арнольдом ван Акенами (помер 1736 р.), де працював художником побутового напрямку. Пристрасть до побутового жанру спонукала часто розробляти тему ринку. Так, він створив низку картин з зображенням Ковент Гардена, котрий був за його часів найбільшим ринком Лондона. Частка картин цієї тематики набула найбільшої популярності — «Старий Ковент Гарден», «Старий Ринок» (1740 р.)
Йосип ван Акен віднесений істориками мистецтва до майстрів розмовного жанру. До перших творів цього жанру в Британії 18 ст. віднесена композиція «Англійська родина біля чайного столу» (бл. 1720 р.) яка саме родина подана художником — не вдалося довідатися. Чай і цукор як колоніальний товар, срібний посуд і порцеляна, котрою сервіювали стіл, були надто дорогими, коштовноми продуктами і речами. Їх могла дозволити собі тільки досить заможна родина. Чаювання на якийсь період було покажчиком високого суспільного стану британської родини. Лише згодом чай і цукор здешевшають і стануть більш доступними пересічним мешканцям.
1748 року Йосип ван Акен відвідав Францію разом із іншими британськими художниками Вільямом Хогартом та Томасом Хадсоном. Сам відвідав також Голландію.
Йосип ван Акен мешкав в Лондоні в Блумсбері. Помер 4 липня 1749 р.

## Художник із тіні

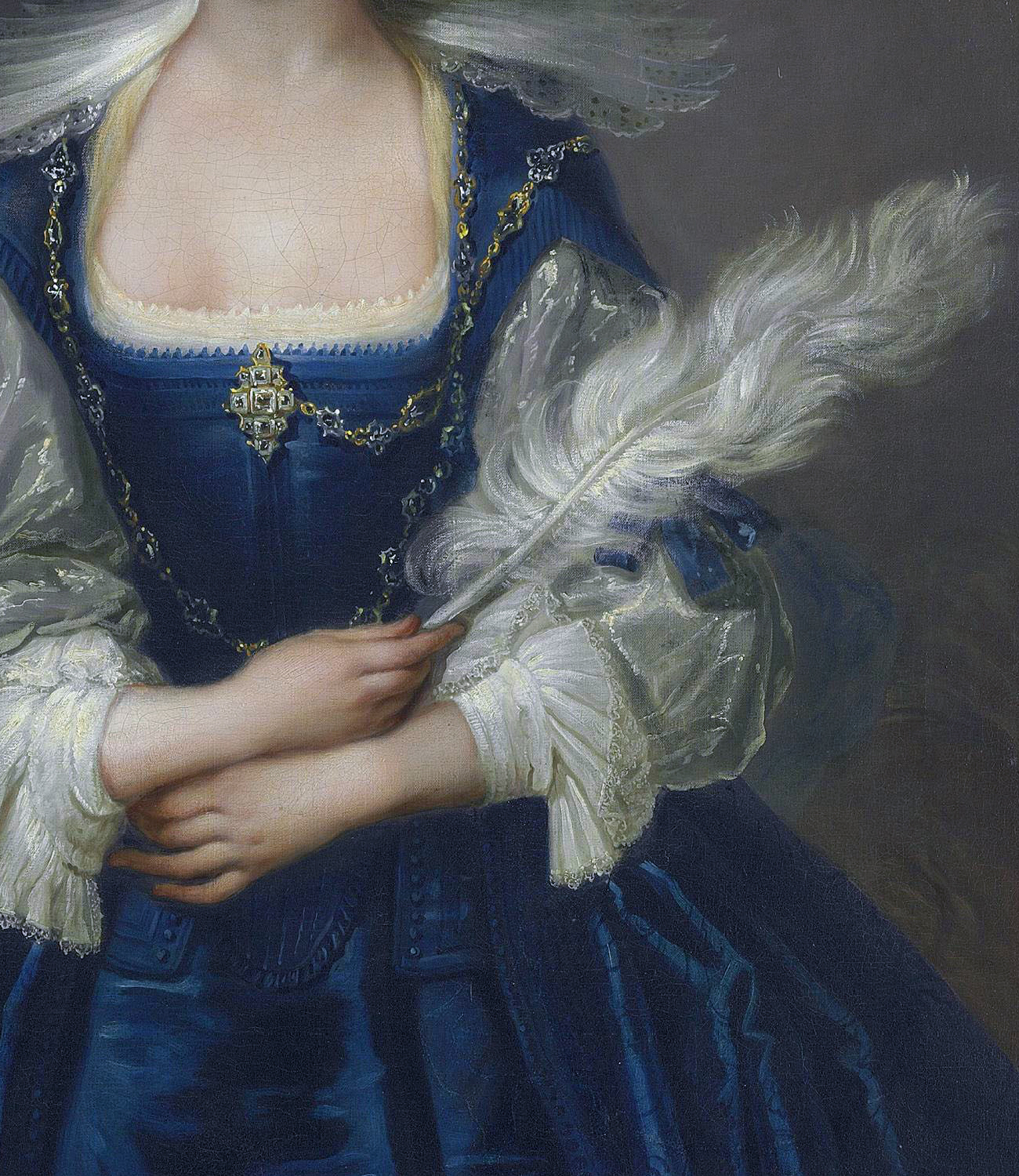
«Фламандська» сукня англійки Елізабет Данч. Йосип ван Акен та Томас Хадсон.

Художника із тіні вивела надзвичайна здатність на полотні відтворювати костюми і різні тканини (атлас, оксамит, мереживо, золоте шитво, страусове пір'я, ювелірні прикраси). Здатністю до цього взагалі відрізнялись фламандські художники, в культурі яких було поважне ставлення до плодів землі і творів людських рук. Це помітили і британські художники-портретисти, для котрих авторитет фламандця Антоніса ван Дейка, що теж працював в Лондоні, залишався неперевершеним і 200 років по його смерті.
Праця двох або трьох художників над створенням одної картини — не новина в мистецтві. Особливе поширення цей спосіб отримав у фламандських художників. Картини в великій майстерні Пітера Пауля Рубенса робили саме так: голова майстерні обмежувався ескізом. учні переводили ескіз на полотно замовленого розміру, талановиті помічники робили композиціюю. Голова майстерні обмежувався виправленнями та проходив власними пензлями готову поверхню. Так працював над низкою полотен пізнього періоду Рембрандт і Веласкес.
Йосип ван Акен був запрошений до створення портретів іншими британськими художниками за додаткову платню. Замов було так багато, що Йосип ван Акен отримав прізвисько «кравець ван Акен». згодом він покинув власну творчість. Він робив це так досконало, що художники-портретисти лише вимальовували обличчя моделі, а все інше віддавали на розсуд … Поміч ван Акена використовавала низна лондонських художників, серед яких —
- Томас Хадсон (1701—1779),
- Джозеф Хаймор (1692—1780),
- Джозеф Райт з Дербі (1734—1797)
- Аллан Ремзі (1713—1784),
- Джордж Наптон,
- Артур Панд,
- Генрі Вінстанлі.

На смерть Йосипа ван Акена відгукнулись навіть карикатуристи. Лондоном ходила карикатура з натовпом художників портретистів, що журилися з приводу смерті їхнього помічника, художника з тіні.

## Галерея

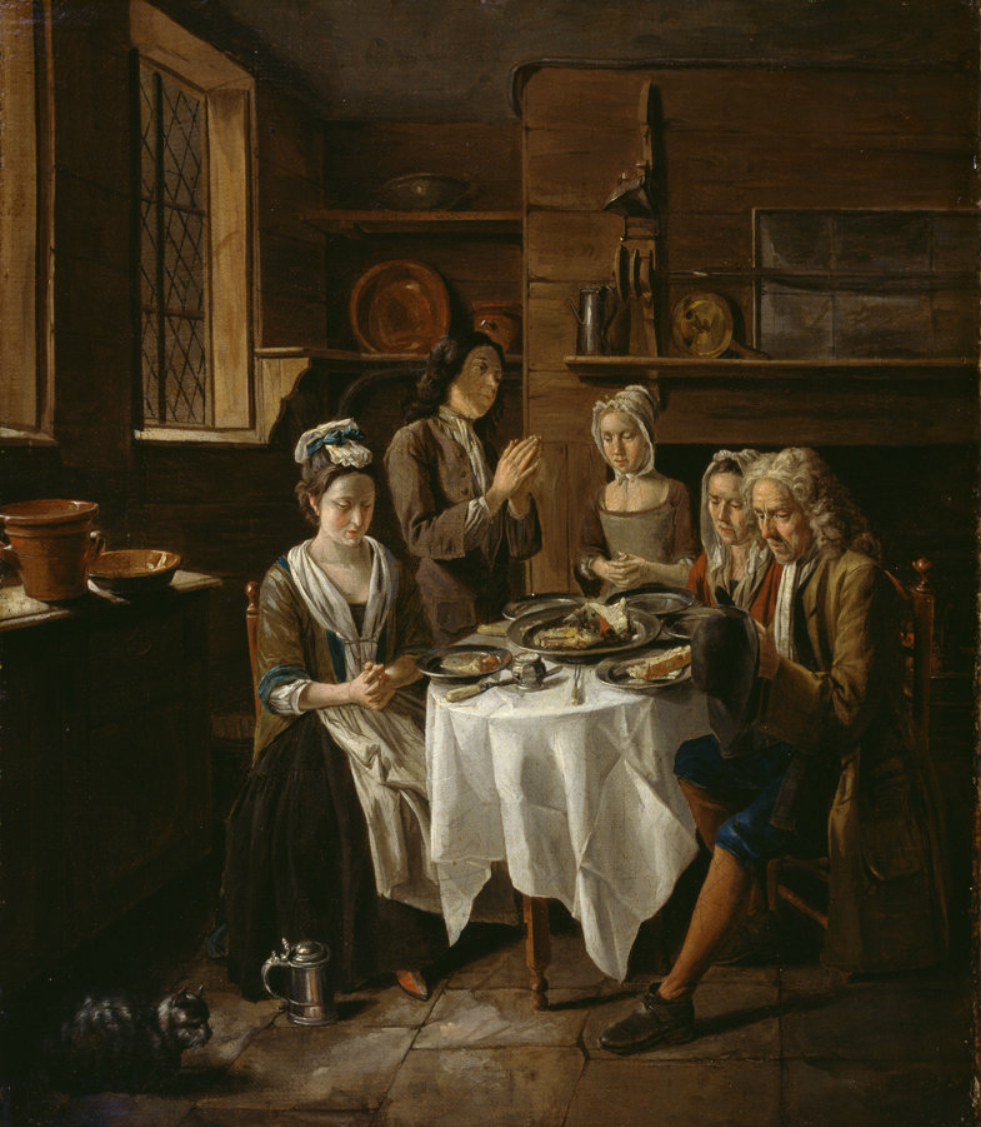
«Предобідня молитва », бл. 1720 року.
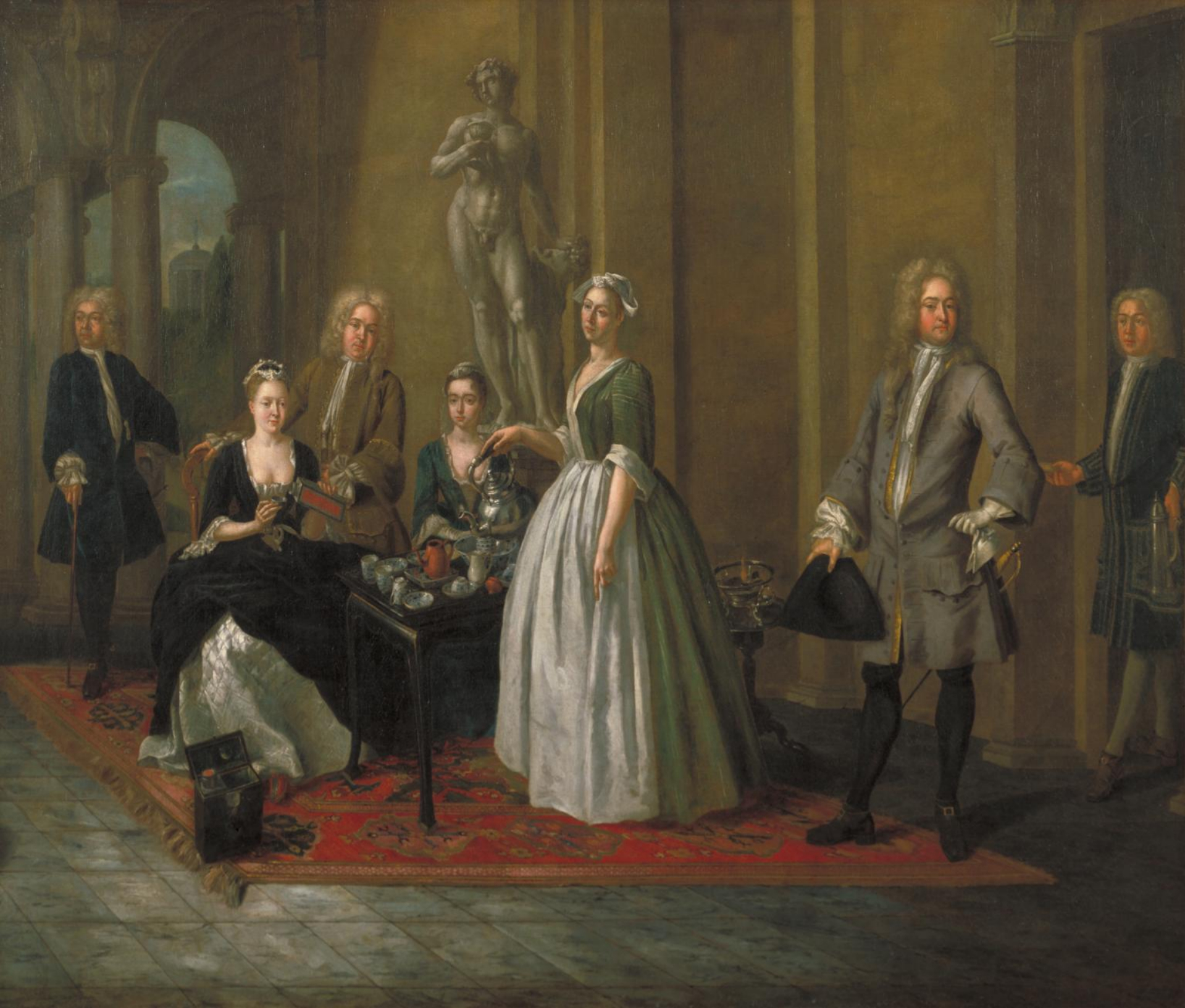
«Англійська шляхетна родина за чаюванням », бл. 1720 року.
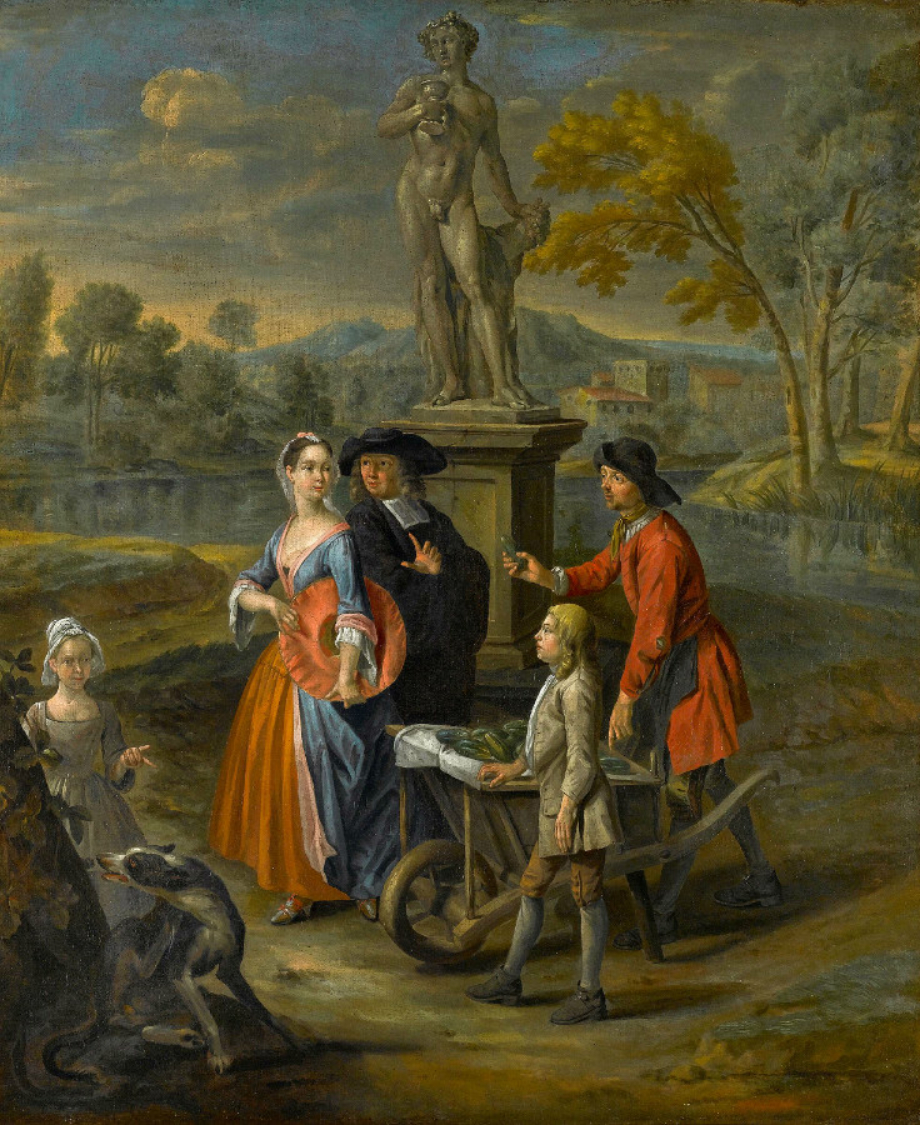
«Продаж овочів перед скульптурою Бахуса »